# Kreuzbergkaserne Zweibrücken
Die Kreuzbergkaserne Zweibrücken war eine Kaserne in Zweibrücken in Rheinland-Pfalz. Das Gelände liegt im Nordwesten der Stadt und erstreckt sich auf einer Fläche von etwa 48,5 Hektar. Der gleichnamige Kreuzberg ist ein Bergrücken mit einer Höhe von 339 m ü. NHN.
Die Etymologie des Namens "Kreuzberg" lässt sich auf die Zusammensetzung der beiden Elemente "Kreuz" und "Berg" zurückführen. Im Mittelalter wurde ein Kreuz auf dem Weg, der in Richtung Landstuhl führt, errichtet. Die Bevölkerung bezeichnete den Berg daraufhin als "Berg mit dem Kreuz".
Die Topographie des Berges, ermöglichte es den feindlichen Streitkräften, den Berg während der gesamten Geschichte der Stadt als strategischen Vorteil im Kontext von Angriffen auf Zweibrücken zu nutzen. Erst mit dem Bau des "Westwalls" durch Hitler während des Zweiten Weltkriegs wurde auf dem Kreuzberg ein permanentes Militärlager eingerichtet.
Ursprünglich wurde die Anlage zwischen 1937 und 1938 mit vier Gebäuden errichtet und diente von 1939 bis 1945 der Wehrmacht unter dem Namen Artillerie-Kaserne oder Kreuzberg-Kaserne. Anschließend wurde sie von 1945 bis 1953 von französischen Truppen genutzt. Mitte der 1950er Jahre übernahm die US-Armee die Anlage, die sie bis 1993 als Personalersatzzentrum sowie für weitere militärische Zwecke nutzte.
Nach dem Abzug der US-amerikanischen Streitkräfte ging ein Teil des Geländes in den Besitz der Bundesrepublik Deutschland über. Ein weiterer Teil wurde von 1993 bis 2000 durch die niederländische Luftwaffe im Rahmen des NATO-Truppenstatuts (SOFA) genutzt. Heute wird die Kaserne einer zivilen Nutzung zugeführt, einschließlich Wohnsiedlungen, eines Hochschulstandorts und Gewerbegebieten.

## Geschichte
Die ersten Gebäude der Kaserne wurden 1937/38 errichtet. Zwischen 1939 und 1945 wurde die Anlage von der Wehrmacht genutzt. Am 18. März 1945 wurde Zweibrücken von US-Truppen besetzt, und bereits im Juni 1945 übernahmen französische Truppen das Gelände, die es in Caserne Turenne umbenannten.
1953 zogen die französischen Truppen z. T. in die Niederauerbach-Kaserne um, während die US-Amerikaner die Kreuzbergkaserne restaurierten und ausbauten. In den 1960er Jahren erhielt die Kaserne ihren heutigen Namen. 

### Nutzung der Kreuzbergkaserne als „Military Network Hub der US-Streitkräfte“
1960 erfolgte die vollständige Übergabe der Kreuzbergkaserne in Zweibrücken von der französischen Garnison an die US-Streitkräfte. Mit dem 1967 beschlossenen Abzug der in Frankreich stationierten US-Truppen zog die "Supply and Maintenance Agency" in die Kreuzbergkaserne ein. Diese Einrichtung war die erste logistische Einrichtung der USAREUR, die ein international vernetztes Computersystem namens "MOBIDIC" einsetzte. In der NATO wurde für dieses System der Begriff "Moby Dick" geprägt. Die Nachschubeinheit wurde nach und nach zu einem Versorgungszentrum für die in Europa stationierten NATO- und US-Truppen ausgebaut.
In der Kreuzbergkaserne befand sich das Information Systems Engineering Command (ISEC-EUR), früher bekannt als Computer System Command. Es war für die Bereitstellung technischer Computerdienste in Europa zuständig und übernahm die technische Betreuung für die Versorgung der US-amerikanischen Einrichtungen in Zweibrücken und der Region mit englischsprachigem Fernsehen und Radioprogrammen. Dies erfolgte zentral aus der Kreuzbergkaserne. Über terrestrische Sender und ein eigenes Kabelnetz wurden Fernsehprogramme des American Forces Network (AFN) verbreitet, das Nachrichten, Sport und Unterhaltung speziell für US-Militärangehörige im Ausland mit der TKS Cable bereitstellte. Das Logistics Systems Office (LSO) war in der gesamten USAREUR für die Unterstützung der Nutzer von automatisierten, Versorgungs-, Instandhaltungs-, Munitions- und Materialbuchungs-Computersystemen zuständig. Es entwickelte Spezifikationen für USAREUR-Systeme für Betreiber von Großrechnern und Mikrocomputern.
Bis in die 1980er Jahre diente sie als Standort für militärische Einheiten sowie als Versorgungs- und Freizeitzentrum für die amerikanischen Soldaten und ihre Familien.
Vor Ort gab es eine amerikanische Schule, in der die Kinder der Militärangehörigen in englischer Muttersprache unterrichtet wurden und einen amerikanischen Schulabschluss machen konnten. Es gab auch amerikanische Einkaufszentren, die Post Exchange (PX) genannt wurden. Diese Einrichtungen boten ähnlich wie ein Einkaufszentrum eine Vielzahl von Waren und Dienstleistungen an und waren in erster Linie für Militärangehörige und deren Familien zugänglich. Hier wurden vor allem amerikanische Waren, die in Deutschland nicht erhältlich waren, zu vergünstigten Preisen angeboten, da sie vom US-Militär importiert und subventioniert wurden. Der Zutritt war nur mit einem US-Militärausweis möglich. Die Berechtigung wurde direkt am Eingang zum Kasernengelände kontrolliert.
Im Jahr 1993 übernahm die Bundesrepublik Deutschland große Teile des Geländes. Ein Teil der Kaserne wurde von der niederländischen Luftwaffe genutzt, die bis zum Jahr 2000 dort stationiert war. Die niederländischen Kampfpiloten flogen ihre Einsätze für die NATO (AIRCOM) von der nahegelegenen Air Base in Ramstein. Noch während der sukzessiven Übergabe durch die Niederländischen Streitkräfte begann eine umfassende Umnutzung des Geländes.

### Konversion und zivile Nutzung
Die Konversion der Kreuzbergkaserne gliederte sich in mehrere Teilbereiche:
Der südliche Teil des ehemaligen Kasernengeländes umfasst eine 10,37 Hektar große Wohnsiedlung mit 26 Wohngebäuden mit insgesamt 337 Wohneinheiten und einem Fernheizwerk, davon 71 Wohnungen, die während zur Zeit der Nutzung durch die NATO von niederländischen Kampfpiloten bewohnt wurden. Die Erschließung des Wohngebiets wurde während der militärischen Nutzung als geschlossene Infrastruktur gestaltet und erst nach einem Teil der Konversion an das öffentliche Netz der Bundesrepublik Deutschland angeschlossen. Dies erfolgte mit dem Verkauf der Wohnsiedlung an private Investoren im Jahr 1998 mit Zustimmung der NATO und des Königreichs der Niederlande. Bis 2000 räumten die niederländischen Streitkräfte die verbliebenen exterritorialen Bereiche. Die Käufergemeinschaft bestand dabei aus der TASC – BAU Handels- und Generalübernehmer für Wohn- und Industriebauten AG und einer Einzelperson. Die Wohnblöcke wurden saniert und werden als Mehrfamilienhäuser genutzt. Zwei Gebäude in der Nähe der Fachhochschule wurden zu Studentenwohnheimen umgebaut.
Der nordwestliche Teil des Geländes wurde vom Land Rheinland-Pfalz erworben. Hier entstand der Campus der Fachhochschule Kaiserslautern (heute Hochschule Kaiserslautern). Seit dem Wintersemester 1994/95 beherbergt dieser die Fachbereiche Betriebswirtschaft, Informatik und Mikrosystemtechnik. Der Campus verfügt über moderne Forschungsräume, Labore und Reinräume und bietet Platz für rund 2600 Studierende. Auf dem Gebiet des Hochschulcampus wurde 2002 die sogenannte Volkssternwarte Zweibrücken errichtet.
Der nördliche Geländeteil wurde 1997 von der Stadt Zweibrücken erworben. Die westlich der Amerikastraße gelegenen 18,7 Hektar wurden zu Gewerbeflächen entwickelt, wobei vier der ursprünglichen Kasernengebäuden aus den 1930er Jahren erhalten geblieben sind. Diese Gebäude dienen modernen Zwecken, darunter als Universitätsverwaltung oder Gewerberäume. Östlich der Amerikastraße entstand ein Mischgebiet mit Wohnbaugrundstücken.

## Bedeutung für Zweibrücken
Bis 1993 beherbergte Zweibrücken mit der Kreuzbergkaserne, der innenstadtnahen French-Housing-Wohnsiedlung und der flughafennahen Canadasiedlung (ehemals 420 Wohnungen) sowie den Gebäuden des US-Airports Zweibrücken (heute: Outlet Center) zusammen ca. 9.000 ständig wechselnde US-Militärangehörige, die auf dem angeschlossenen Truppenübungsplatz außerhalb der Stadt in der Nähe des Kreuzbergs regelmäßig Einsätze trainierten. Auch die Weiße Kaserne und das Gelände der Roten Kaserne wurden zwischenzeitlich von der US-Armee genutzt. Nach dem Fall der Berliner Mauer und dem Zerfall der UdSSR zogen sich die US-Streitkräfte in Rheinland-Pfalz zunächst aus Zweibrücken zurück. Durch den Abzug der Amerikaner in den frühen 1990er Jahren erlebte die Stadt eine große Veränderung. Mit dem Abzug der Amerikaner wurden große Militärflächen frei, die insgesamt ein Drittel des gesamten Stadtgebietes ausmachten. Die Arbeitslosigkeit stieg daraufhin auf ca. 21 %, was zu einem Nachfragerückgang im Einzelhandel von ca. 25 % führte. Nach Angaben der Vereinten Nationen (UN) wurde Zweibrücken zum weltweit größten Konversionsfall.
Die Umnutzung der ehemaligen Kreuzbergkaserne gilt als Vorzeigeprojekt für die Konversion militärischer Liegenschaften. Sie hat zur Stärkung der Infrastruktur, zur Schaffung von Wohnraum und Arbeitsplätzen sowie zur Förderung von Bildung und Forschung beigetragen. Die gelungene Integration von Wohn-, Gewerbe- und Hochschulnutzung hat das Stadtbild von Zweibrücken nachhaltig verändert und verbessert. So konnte der Erfolg der Konversion zeigen, dass ehemalige Militärstandorte durch strategische Planung und gezielte Investitionen langfristig zu Wirtschaftswachstum, Wohnraumgewinnung und Bildungsausbau beitragen können. Die Turenne-Kaserne bleibt ein markantes Beispiel für nachhaltige Stadtentwicklung in Zweibrücken.

### Integration in die zivile Infrastruktur
Die Umwandlung der Kreuzbergkaserne in ziviles Eigentum war mit umfangreichen Maßnahmen zur Integration in die Infrastruktur verbunden. Straßen, Leitungen und Kommunikationssysteme wurden an die örtlichen Netze angeschlossen, um eine Nutzung durch private Haushalte, Unternehmen und Bildungseinrichtungen zu gewährleisten. Eine Heizzentrale in einem früheren Kasernengebäude versorgt über ein Fernwärmenetz die gesamte Kreuzbergkaserne. Dabei bildete die Amerikastraße die zentrale Erschließungsachse des ehemaligen Kasernengeländes und teilt das Gebiet in die Wohn-, Hochschul- und Gewerbebereiche.
Eine Hinterlassenschaft der Besetzung durch die alliierten Streitkräfte nach dem Zweiten Weltkrieg, die bei der Konversion zu Problemen führte, war die Tatsache, dass das gesamte Kreuzberg-Areal eine in sich geschlossene Insel bildete, die nach amerikanischen Regeln und nicht nach deutschem Recht erschlossen war. Zum Zeitpunkt des Abschlusses des Privatisierungsvertrages im Jahr 1998 war der obere Teil der Turenne-Kaserne bereits von den US-Streitkräften an die Bundesrepublik Deutschland übergeben und anschließend an das öffentliche Netz der Stadt Zweibrücken angeschlossen worden. Der obere Teil der Kaserne mit der Fachhochschule und dem Gewerbepark wurde Mitte der 1990er Jahre nach deutschem Recht erschlossen. Der untere Teil, der teilweise noch von den Niederländischen Streitkräften genutzt wurde, galt nach dem NATO-Truppenstatut als exterritoriales Gebiet und musste damals nicht nach deutschem Recht erschlossen werden. Der niederländische Teil der Kaserne war während der NATO-Nutzung Bestandteil des Kaufvertrages 1400/98 aus dem Jahr 1998 und wurde erst im Jahr 2000 vertragskonform von den NATO-Niederländern vollständig übergeben.
Der neue Campus der Hochschule Kaiserslautern in Zweibrücken ist ein Impulsgeber für die Region. Neben dem Studienangebot werden durch die Gründerräume regelmäßig Start-ups gefördert.

## Architektonische Merkmale
Die noch erhaltenen historischen Bauwerke wurden in einem sachlichen Stil errichtet, der für militärische Bauten der 1930er Jahre charakteristisch ist. Während die äußere Fassade weitgehend erhalten blieb, wurden die Innenräume modernisiert, um den aktuellen Anforderungen zu entsprechen.